# Calling Rastafari
Calling Rastafari – dwudziesty trzeci album studyjny Burning Speara, jamajskiego wykonawcy muzyki reggae.
Płyta została wydana 24 sierpnia 1999 roku przez amerykańską wytwórnię Heartbeat Records; w Europie ukazała się nakładem francuskiego labelu Musidisc Records. Nagrania zarejestrowane zostały w studiu Grove Recording w Ocho Rios. Ich produkcją zajęła się Sonia Rodney, żona artysty. Spearowi akompaniowali muzycy sesyjni z założonej przez niego grupy The Burning Band.
2 października 1999 roku album osiągnął 9. miejsce w cotygodniowym zestawieniu najlepszych albumów reggae magazynu Billboard (ogółem był notowany na liście przez 10 tygodni).
W roku 2000 krążek został uhonorowany nagrodą Grammy w kategorii najlepszy album reggae. Była to jednocześnie ósma nominacja do tej statuetki w karierze muzyka.

## Lista utworów
1. "As It Is"
2. "Hallelujah"
3. "House Of Reggae"
4. "Let's Move"
5. "Brighten My Vision"
6. "You Want Me To"
7. "Calling Rastafari"
8. "Sons Of He"
9. "Statue Of Liberty"
10. "Own Security"
11. "Holy Man"

## Muzycy
- Wayne Armond – gitara
- Ian "Beezy" Coleman – gitara
- Chris Meredith – gitara basowa
- Uziah "Sticky" Thompson – perkusja
- Shawn "Mark" Dawson – perkusja
- Winston Rodney – perkusja
- Num Amun'Tehu – perkusja
- Stephen Stewart – keyboard
- Junior "Chico" Chin – trąbka
- Howard "Saxy" Messam – saksofon
- Clyde Cumming – saksofon
- Micah Robinson – puzon
- James Smith – trąbka
- Lesline Kidd – chórki
- Yvonne Patrick – chórki
- Rochelle Bradshaw – chórki
- Carol "Passion" Nelson – chórki